# The Last Stand (album du Boot Camp Clik)
Pour l'album de Sabaton, voir The Last Stand (album de Sabaton).
Albums de Boot Camp Clik
The Chosen Few
(2002) Casualties of War
(2007)
Singles
1. Yeah
Sortie : 2006

The Last Stand est le troisième album studio du Boot Camp Clik, sorti le 18 juillet 2006.
L'album s'est classé 20e au Top Independent Albums et 48e au Top R&B/Hip-Hop Albums.

## Liste des titres
| No  | Titre                                                         | Contient un (des) sample(s) de | Durée |
| --- | ------------------------------------------------------------- | --- | ----- |
| 1.  | Here We Come (Produit par 9th Wonder)                         | Round and Round des Delfonics Patiently Waiting de 50 Cent featuring Eminem Bring the Noise de Public Enemy | 4:33  |
| 2.  | Let's Go (Produit par Illmind)                                | The Big Beat de Billy Squier Here We Go (Live at the Funhouse) de Run–D.M.C. | 4:04  |
| 3.  | Yeah (Produit par Marco Polo)                                 | | 4:41  |
| 4.  | Hate All You Want (Produit par Marco Polo)                    | | 3:17  |
| 5.  | Don't You Cross the Line (Produit par SIC Beats)              | | 4:56  |
| 6.  | 1-2-3 (Produit par Pete Rock)                                 | A Song for You des Politicians | 4:05  |
| 7.  | Take a Look (In the Mirror) (Produit par 9th Wonder)          | Take a Look de Martha and the Vandellas Eye for a Eye (Your Beef Is Mines) de Mobb Deep featuring Nas et Raekwon High All the Time de 50 Cent | 4:01  |
| 8.  | He Gave His Life (Produit par Marco Polo)                     | | 5:13  |
| 9.  | Trading Places (Produit par Ken Ring et Rune Rotter)          | Wontime de Smif-n-Wessun Da Wiggy d'Heltah Skeltah Boom Bye Yeah de Sean Price featuring 5ft Black Smif-n-Wessun de Black Moon featuring Smif-n-Wessun Headz Aint Redee (Beatminerz Remix) de Black Moon featuring Smif-n-Wessun Headz Are Reddee Pt. II de Boot Camp Clik Bucktown de Smif-n-Wessun Leflah des Fab 5 Monkey Barz de Sean Price | 3:30  |
| 10. | ...But tha Game Iz Still tha Same (Produit par Da Beatminerz) | Ol' Man River de Caterina Valente | 3:45  |
| 11. | So Focused (Produit par 9th Wonder)                           | The Road We Didn't Take de Freda Payne | 4:18  |
| 12. | Everybody Knows Now (Produit par Coptic)                      | | 4:26  |
| 13. | World Wide (Produit par Large Professor)                      | Live and Let Live de Jimmy Jones | 4:30  |
| 14. | Soul Jah (Produit par Mr. Attic)                              | | 4:54  |